# Lista de meios de comunicação de Parnaíba
Esta é relação dos meios de comunicação de Parnaíba, Piauí.

## Televisão
- 2.1 (26 UHF) - TV Delta (TV Antares / TV Brasil)
- 4.1 (44 UHF) - TV Costa Norte (TV Cultura)
- 5.1 (42 UHF) - Band Piauí (Band)
- 7.1 (34 UHF) - TV Antena 10 (RecordTV)
- 9.1 (21 UHF) - TV Meio Norte Teresina (Rede Meio Norte)
- 13.1 (28 UHF) - TV Cidade Verde (SBT)
- 16.1 (39 UHF) - Rede Vida
  - 16.2 - Rede Vida Educação
  - 16.3 - Rede Vida Educação
- 29.1 - TV Clube (Globo)
- 51.1 - TV Evangelizar

## Rádio
- 87.9 MHz - Faixa Comunitária
- 95.1 MHz - Liderança FM Parnaíba (Rádio Liderança)
- 95.7 MHz - Rádio Igaraçu
- 97.5 MHz - Nossa Rádio Parnaíba (Nossa Rádio)

## Jornal
- Correio do Norte